# Cybaeus signifer
Cybaeus signifer es una especie de araña araneomorfa del género Cybaeus, familia Cybaeidae. Fue descrita científicamente por Simon en 1886.
Habita en Canadá y los Estados Unidos.